# Vrtoglavica
Vrtoglávica ali vertigo je občutek, da se predmeti vrtijo okoli človeka ali pa da se sam vrti; smer vrtenja je odvisna od strani vzdraženega labirinta, ravnina vrtenja pa od vzdraženega polkrožnega kanala. Navadno se pojavlja s slabostjo (navzeo) in nistagmusom (nehotenimi ritmičnimi gibi zrkel). Vrtoglavica je samo simptom in ne bolezen. Simptom izvira iz motene funkcije sistema koordinacije v prostoru. Gre za zapleten mehanizem nadzora nad sistemom več čutil, ki pomagajo pri oceni položaja in gibov posameznika.

## Vrste vrtoglavice in vzroki
Možgani neprestano obdelujejo podatke iz čutil, ki sodelujejo pri naši koordinaciji v prostoru  (vid, sluh, občutek za dotik in tlak, napetost v mišičju – propriocepcija, ravnotežni organ) in nam v vsakem trenutku posredujejo oceno položaja in gibov. To nam omogoča vzdrževanje ravnotežja in interakcije s predmeti v okolju. Če nastane okvara na kateremkoli čutilu, v povezavi z možgani ali v možganih samih, postane človek negotov glede položaja telesa v okolju in rezultat je vrtoglavica, lebdenje, omotica. Glede na nastanek motnje v delovanju ravnotežnostnega sistema v grobem ločimo težave z ravnotežjem na:
- centralne,
- periferne in
- psihogene (ki lahko v najširšem pomenu uvrstimo med centralne).

### Periferna vrtoglavica
Periferna, tudi vestibularna vrtoglavica je vrtoglavica, ki jo povzročijo težave v notranjem ušesu ali vestibularnem aparatu, ki ga sestavljajo polkrožni kanalčki, ušesni preddvor ter vestibularni živec. Pogost vzrok je benigna paroksizmalna položajna vrtoglavica, ki povzroča okoli 32 % vseh primerov periferne vrtoglavice. Drugi vzroki so še Ménièrova bolezen (12%), sindrom dehiscence zgornjega kanala, vnetje notranjega ušesa in vizualna vrtoglavica. Vsaka oblika vnetja (na primer nahod, gripa), ki zajame tudi srednje uho, lahko povzroči prehodno vrtoglavico. Vrtoglavico lahko povzročijo tudi nekatera zdravila, na primer aminoglikozidi, ali telesne poškodbe (na primer zlom lobanje). 
Bolniki s periferno vrtoglavico imajo blage do zmerne težave z ravnotežjem, slabost, bruhajo, lahko se jim poslabša sluh; v ušesu se lahko pojavi šumenje, občutek polnosti ali bolečina. Bolniki lahko navajajo motnje v delovanju obraznega živca.

### Centralna vrtoglavica
O centralni vrtoglavici govorimo, kadar jo povzroči motnja v ravnotežnem centru v osrednjem živčevju, predvsem v možganskem deblu ali malih možganih. Bolnik s centralnimi motnjami ravnotežja navaja pogosto manj intenzivno vrtoglavico z manj izraženo slabostjo in so večinoma (sprva) manj prizadeti od bolnikov s periferno vrtoglavico. Centralni vrtoglavici se pridružujejo tudi drugi nevrološki simptomi, kot sta nerazločen govor ali dvojni vid, in vertikalni ali torzijski patološki nistagmus. Motnje ravnotežja, ki so posledica motenj osrednjega živčevja, so lahko tako husi, da bolniku onemogočijo stojo ali hojo.
Centralno vrtoglavico lahko povzročijo številne bolezni, kot so možganska kap, krvavitve v osrednjem živčevju, določeni tumorji osrednjega živčevja (npr. vestibularni švanom,  tumorji malih možganov), božjast, bolezni vratne hrbtenice (npr. cervikalna spondiloza), migrenski glavoboli, Wallenbergov sindrom, Arnold-Chiarijev sindrom, multipla skleroza, parkinsonova bolezen ter motnje malih možganov.